# فيرنر كارلسون
فيرنر كارلسون (بالسويدية: Werner Karlsson)‏ هو دراج سويدي، ولد في 8 يوليو 1887 في Dillnäs socken ‏ في السويد، وتوفي في 5 فبراير 1946 في ستوكهولم في السويد.

## وصلات خارجية
- فيرنر كارلسون على موقع إحصائيات الدراجات الإحترافية (الإنجليزية)
- فيرنر كارلسون على موقع أوليمبيديا (الإنجليزية)
- فيرنر كارلسون على موقع اللجنة الأولمبية السويدية (السويدية)